# 被遺忘的士兵
《被遺忘的士兵》（法语：Le Soldat oublié）是蓋伊·薩耶（Guy Sajer）在1965年出版的自傳，主要講述了作為德國國防軍士兵在第二次世界大戰期間的經歷。

## 簡要情節
蓋伊·蒙彌努（Guy Mouminoux）於1927年1月13日出生於巴黎，他的父親是法國人，母親是德國人，娘家姓薩耶（Sajer）。他在阿爾薩斯長大，此地在1940年法國淪陷後被德國占領。1942年，薩耶加入德國國防軍，當時年僅16歲。他寫道：“我的父母是鄉下人，相距幾百英里，生活中充滿了困難。我為了兩面旗幟的榮譽而戰。我帶著夢想和希望參加了這項兵役。在莉莉·瑪蓮從未見過的地方，我也感受過寒冷和恐懼。”
薩耶最初被派往德累斯頓的開姆尼茨訓練，隨後由波蘭轉入烏克蘭，經哈爾科夫前往斯大林格勒。不幸的是，他們的車隊未到達斯大林格勒，那裡的第六集團軍便宣告覆滅了。隨後，薩耶隨部隊西撤。他先後參加了庫爾斯克戰役、第聶伯河戰役。
1943年，他在烏克蘭被編入了國防軍精銳部隊大德意志師，隨後參加了在比薩拉比亞和波蘭對游擊隊的鎮壓。1944年底，薩耶的部隊後撤至東普魯士。在梅梅爾戰役將要結束時，他僥倖登船，由但澤抵達丹麥，向盟軍投降。

## 相关评价
薩耶寫道，《遺忘的士兵》是根據他對德國軍事歷史上一個極為混亂的時期的回憶而作的自傳，而不是試圖對第二次世界大戰進行的歷史研究：“我從未打算寫一部歷史小說或參考書。相反，我寫的是自己與第二次世界大戰背景下發生的事件有關的情感體驗。”
薩耶在1997年緻美國陸軍歷史學家道格拉斯·納什（Douglas Nash）的一封信中強調了這本書的非專業性和軼事性質，他說：“我在其中的情感外，我承認我的許多錯誤。這就是為什麼我希望這本書不會在任何情況下用作戰爭研究或時間參考。”在閱讀了薩耶的最新來信之後，他最堅定的批評者之一的大德意志師退伍軍人協會負責人赫爾姆斯·斯佩特（Helmuth Spaeter）對於他對薩耶的最初的懷疑表示抱歉，並指出：“我低估了薩耶先生，並對他的尊敬大大增加了。” 
英國作家、《巴巴羅薩：俄德衝突1941–45》（Barbarossa: The Russian-German Conflict 1941–45）的作者艾倫·克拉克（Alan Clark），在他的《日記》（Diaries）中稱薩耶爾的書為“ 艾倫·克拉克經常提及的書” 。這本書被美國陸軍指揮參謀學院認為是標準的半虛構小說（roman à clef），並與其他歷史小說一起被保留在第二次世界大戰的推薦閱讀清單上。它也在美國海軍陸戰隊司令部的推薦閱讀清單上。